# Caicai
El caicai és un instrument de percussió de metall, de so indeterminat, consistent en unes sonalles de llauna, generalment circulars, semblants a les de la pandereta, muntades en un bastiment de fusta que acaba en un mànec, per on se sosté. En agitar-lo, les peces metàl·liques entrexoquen, cosa que produeix un so molt agut. Pot considerar-se una variant dels sonalls que els més menuts agiten insistentment per entretenir-se, i també dels sistres, emprats a l'època romana, que ja havien conegut abans els mesopotamis, els egipcis, els cretencs i els etruscs i que avui encara sobreviu en les litúrgies abissínia i copta, així com en certs rituals de l'Àfrica negra. El caicai és un instrument típic de les colles de caramelles de Barcelona, que per la Pasqua Florida, després del toc d'al·leluia, sortien a celebrar la festivitat fent cantades de casa en casa.